# Notoungulata
A Notoungulata az emlősök (Mammalia) osztályának egyik kihalt rendje, amely Dél-Amerika területén élt, a paleocén kortól a holocénig. Az ide tartozó állatok 57 millió éve jelentek meg, és 11 ezer éve pusztultak ki. Körülbelül 57 millió éves evolúciójuk során rendkívül sokféle változatuk alakult ki. A Mixotoxodon kívül a Notoungulata-fajok Dél-Amerika endemikus állatai voltak.

## Rendszertani besorolásuk
A Notoungulata rend nevét Roth alkotta meg 1903-ban. 1988-ban Carroll a méhlepényesek alosztályágába helyezte ezt az állatrendet. Mivel Dél-Amerika igen hosszú ideig nem érintkezett más kontinensekkel, a rendbe tartozó állatok fejlődése nagyon változatos formákat eredményezett, egyesek olyan alakot és életmódot vettek fel, mint a többi kontinensen élő más állatok, vagyis konvergens evolúció lépett fel. Egyes Notoungulaták a nyulak helyét vette át, ilyen például a Pachyrukhos, míg más faj a Chalicotherium életmódját folytatta, ilyen volt a Homalodotherium.
A pleisztocén idején a Toxodon volt a legnagyobb Notoungulata, mely a rendnek a nagy amerikai faunacserét átvészelő kevés faja közé tartozott.
A Notoungulata rend egyéb dél-amerikai kihalt patásrendekkel együtt a Meridiungulata öregrendet alkotja.
Cifelli szerint a Notioprogonia alrend parafiletikus csoport, mivel magába foglalhatná a többi alrend őseit, valamint a Typotheria alrend is parafiletikus csoport lehetne, ha a Hegetotheria alrend két családját, az Archaeohyracidae- és a Hegetotheriidae-fajokat is bele helyeznénk.

## Rendszerezés
A rendbe az alábbi 4 alrend és 14 család tartozik:
- †Notioprogonia
  - †Henricosborniidae
  - †Notostylopidae
- †Toxodonta
  - †Homalodotheriidae
  - †Isotemnidae
  - †Leontiniidae
  - †Notohippidae
  - †Toxodontidae
- †Typotheria
  - †Archaeopithecidae
  - †Campanorcidae
  - †Interatheriidae
  - †Mesotheriidae
  - †Oldfieldthomasiidae
- †Hegetotheria
  - †Archaeohyracidae
  - †Hegetotheriidae

### Fordítás
- Ez a szócikk részben vagy egészben  a   Notoungulata című angol Wikipédia-szócikk fordításán alapul.  Az eredeti cikk szerkesztőit annak laptörténete sorolja fel. Ez a jelzés csupán a megfogalmazás eredetét és a szerzői jogokat jelzi, nem szolgál a cikkben szereplő információk forrásmegjelöléseként.